# پرنده‌سینگان
پرنده‌سینگان (به لاتین: Ornithothoraces) گروهی از پرنده‌بالان است که شامل تمام ناهمسان‌مرغان ("پرندگان مخالف") و خوش‌پرندگان ("پرندگان راستین") است که شامل پرندگان مدرن و نزدیک‌ترین اجداد آن‌ها می‌شود. نام "پرنده‌سینگان" به معنی "قفسه سینه پرندگان" است. این به آناتومی مدرن و بسیار پیشرفته قفسه سینه اشاره دارد که به پرنده‌سینگان توانایی پرواز برتر در مقایسه با پرندگان اولیه‌تر داده‌است. این آناتومی شامل یک استخوان سینه بزرگ، کوراکوئیدهای کشیده و یک مفصل گودی کاسه‌ای اصلاح‌شده در شانه و یک قفسه سینه نیمه‌سفت است. با وجود این، حداقل به نظر می‌رسد که جناغ به جای همسانی واقعی، به‌طور همگرا توسعه یافته‌است.
نخستین اعضای شناخته‌شدهٔ این گروه عبارتند از: Enantiornitheans Protopteryx fengningensis , Eopengornis martini، و Cruralispennia multidonta، و همچنین Euornithine Archaeornithura meemannae، که همگی از اعضای Sichakou در سازند Huajiying چین هستند که ۱۳۰ میلیون سال قدمت دارند. حداقل یک ناهمسان‌مرغ به نام Noguerornis gonzalezi ممکن است حتی پیرتر از ۱۴۵٫۵ میلیون سال پیش باشد، اگرچه سن دقیق آن نامشخص است.